# Petróglifos de Angono

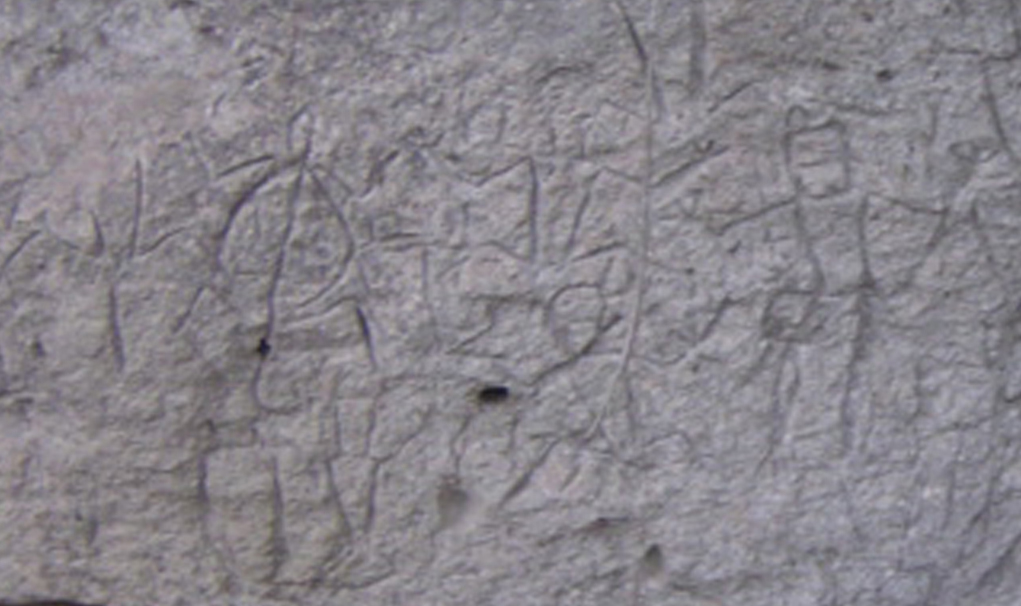
Os petróglifos

Os Petróglifos de Angono é a mais antiga obra de arte conhecida das Filipinas. São 127 figuras humanas e animais gravadas em uma caverna datadas de 3000 a.C. As inscrições mostram claramente figuras humanas estilizadas, sapos e lagartos, juntamente com outros desenhos que podem ter representado figuras interessantes, mas que acabaram ficando indistinguíveis por causa da erosão.
Este patrimônio local foi descoberto pelo falecido ganhador do Premio Nacional de Artistas da Filipinas Carlos V. Francisco, em 1965. Desde então, alguns dos desenhos foram danificados por causa de negligência e vandalismo. Em 1996, por virtude do Decreto Presidencial nº 260, foi declarado como um tesouro cultural nacional pelo governo filipino. Durante esse tempo, um time liderado pelo Museu Nacional das Filipinas começou um sítio arqueológico no local para conservação e desenvolvimento do local, com direito a um mini-museu, observatório, caminho de pedras, entre outros. Inquéritos e gravações com sismógrafos foram feitas para avaliar os efeitos de uma pedreira existente nos arredores dos petróglifos.